# 环状镰孢
环状镰孢（Fusarium circinatum）是子囊菌门肉座菌目赤壳科镰刀菌属的一种植物病原真菌，是松树脂溃疡病（pine pitch canker，PPC）的致病菌。环状镰孢侵入寄主后，会让松树出现树冠枝枯、针叶枯萎变褐，枝条和主干形成溃疡，并分泌大量松脂；溃疡部位的木材常出现变色现象；严重感染可导致整株松树萎蔫甚至死亡。